# Яп ван дер Лек
Яп ван дер Лек (нід. Jaap van der Leck, 10 вересня 1911, Алфен-ан-ден-Рейн — 18 листопада 2000, Тілбург) — нідерландський футбольний тренер.

## Кар'єра тренера
Розпочав тренерську кар'єру 1939 року, очоливши тренерський штаб клубу РФК «Роттердам». Згодом працював із командою УВВ, а в сезоні 1943/44 очолював тренерський штаб команди «Де Волевейкерс», яка того року вийшла переможцем загальнонаціонального футбольного турніру, фактично ставши чемпіоном Нідерландів.
Протягом 1944–1949 років був головним тренером команди ДОС, після чого прийняв пропозицію очолити тренерський штаб національної збірної Нідерландів. Тренував національну команду протягом п'яти років, зокрема керував її діями в рамках футбольного турніру ОІ-1952, де нідерландці припинили боротьбу в першому ж колі змагань.
Із початком ери професійного футболу у Нідерландах 1954 року повернувся до роботи на клубному рівні, очоливши команду «Енсхеде». Згодом працював із «Феєнордом», «Віллемом II» та низкою інших нідерландських команд. Двічі, 1962 року із «Гераклесом» (Алмело) та 1965 року на чолі «Віллема II» вигравав Еерстедивізі, другий дивізіон першості Нідерландів.
Завершив тренерську кар'єру на початку 1970-х. Помер 18 листопада 2000 року на 90-му році життя у Тілбурзі.

## Титули і досягнення
- Чемпіон Нідерландів (1):

«Де Волевейкерс»: 1943-1944
- Переможець Еерстедивізі (2):

«Гераклес» (Алмело): 1961-1962
«Віллем II»: 1964-1965